# Kromosom 8
Kromosom 8 är ett av de 23 kromosomparen hos människor. Människor har normalt två kopior av detta kromosom. Varje kromosom innehåller ett stort antal gener, från några hundra till flera tusen beroende på kromosomens storlek1. Kromosom 8 innehåller 707 proteinkodande gener.

## Hälsotillstånd som är associerade med förändringar i strukturen eller antalet kopior av kromosom 8:[2]
8p11 myeloproliferativt syndrom:
   - Orsakas av translokationer av genetiskt material mellan kromosom 8 och andra kromosomer.
   - Karaktäriseras av ökat antal vita blodkroppar och utveckling av lymfom, en blodrelaterad cancer.
   - Translokationen, t(8;13)(p11;q12), fuserar FGFR1-genen på kromosom 8 med ZMYM2-genen på kromosom 13.
Core binding factor akut myeloide leukemi (CBF-AML):
   - Förknippas med en translokation mellan kromosom 8 och 21, t(8;21).
   - Fuserar RUNX1T1-genen från kromosom 8 med RUNX1-genen från kromosom 21.
   - Förändringen är förvärvad under livet och finns endast i vissa celler.
Rekombinant 8-syndrom:
   - Orsakas av en omstrukturering av genetiskt material på kromosom 8.
   - Kännetecknas av hjärt- och urinvägsavvikelser, måttlig till svår intellektuell funktionsnedsättning och karakteristiskt ansikte.
   - Skriven rec(8)dup(8q)inv(8)(p23.1q22.1).
Trichorhinofalangeal syndrom typ II (TRPS II):
   - Orsakas av en deletion av genetiskt material på den långa (q) armen av kromosom 8.
   - Ger ben- och ledmissbildningar, karakteristiska ansiktsdrag, intellektuell funktionsnedsättning och hud-, hår-, tänder-, svettkörtel- och nagelabnormaliteter.
Trisomi 8:
   - Uppstår när celler har tre kopior av kromosom 8 istället för de vanliga två kopior.
   - Full trisomi 8 är inte förenligt med liv, medan mosaiktrisomi 8, där endast vissa celler har en extra kopia, kan ge olika symtom inklusive intellektuell funktionsnedsättning, hjärtproblem och skelettdefekter.
Inversion duplication 8p:
   - Orsakas av en omstrukturering av genetiskt material på den korta (p) armen av kromosom 8.
   - Resultatet är en onormal duplikation och inversion av ett segment av kromosomen.
   - Människor med denna förändring kan uppvisa svår intellektuell funktionsnedsättning och andra fysiska avvikelser.
Andra cancers:
   - Translokationer mellan kromosom 8 och andra kromosomer har kopplats till olika typer av cancer, inklusive Burkitts lymfom, som kan orsakas av translokationer mellan kromosomerna 8 och 14, 8 och 2, eller 8 och 22.